# ヴィンテージ (企業)
ヴィンテージ株式会社（英称:VINTAGE Corporation.）は、かつて存在した日本の貸金業者、不動産会社。旧社名は、株式会社ライブドア不動産。

## 沿革
- 1980年7月7日 - 西和交易株式会社として設立。
- 1989年 - 社名を株式会社ビィー・ジャパンに変更。
- 2005年9月 - 株式会社ライブドア（後のLDH）の100%子会社となる。同時に、社名を株式会社ライブドア不動産に変更。
- 2006年7月 - 親会社のライブドア事件を機に傘下から離脱。社名をヴィンテージ株式会社に変更。
- 2009年8月 - ネオライングループの傘下となる。
- 2009年12月 - 譲渡に伴いグループ離脱。
- 2014年10月3日 - 破産手続開始決定。負債総額は約66億3,000万円[3]。